# Jedlińsk (gmina)
Jedlińsk (do 1870 gmina Jedlanka) – gmina wiejska w województwie mazowieckim, w powiecie radomskim. W latach 1975–1998 gmina położona była w województwie radomskim.
Siedziba gminy to Jedlińsk.
Według danych z 31 grudnia 2015 gminę zamieszkiwało 14 219 osób.
Na terenie gminy funkcjonuje lotnisko Radom-Piastów.
Gmina położona jest w południowej części województwa mazowieckiego przy trasie E77 nad rzeką Radomką. Graniczy z miastem Radom, a także gminami: Głowaczów, Jastrzębia, Stara Błotnica, Stromiec, Zakrzew.
Na terenie gminy znajdują się: Urząd Gminy, Urząd Pocztowy, Bank Spółdzielczy, sześć kościołów parafialnych, siedem Szkół Podstawowych, trzy Gimnazja, Publiczne Przedszkole, Ośrodek Kultury, Biblioteka, apteka, komisariat policji, hotel, cztery stacje paliw, Gminny Ośrodek Sportu i Rekreacji w Jedlińsku, trzy obiekty parkowo-pałacowe w Jedlance, Wsoli i Piastowie oraz siedem jednostek ochotniczej straży pożarnej.

## Struktura powierzchni
Według danych z roku 2002 gmina Jedlińsk ma obszar 138,72 km², w tym:
- użytki rolne: 79%
- użytki leśne: 12%

Gmina stanowi 9,07% powierzchni powiatu.

## Demografia

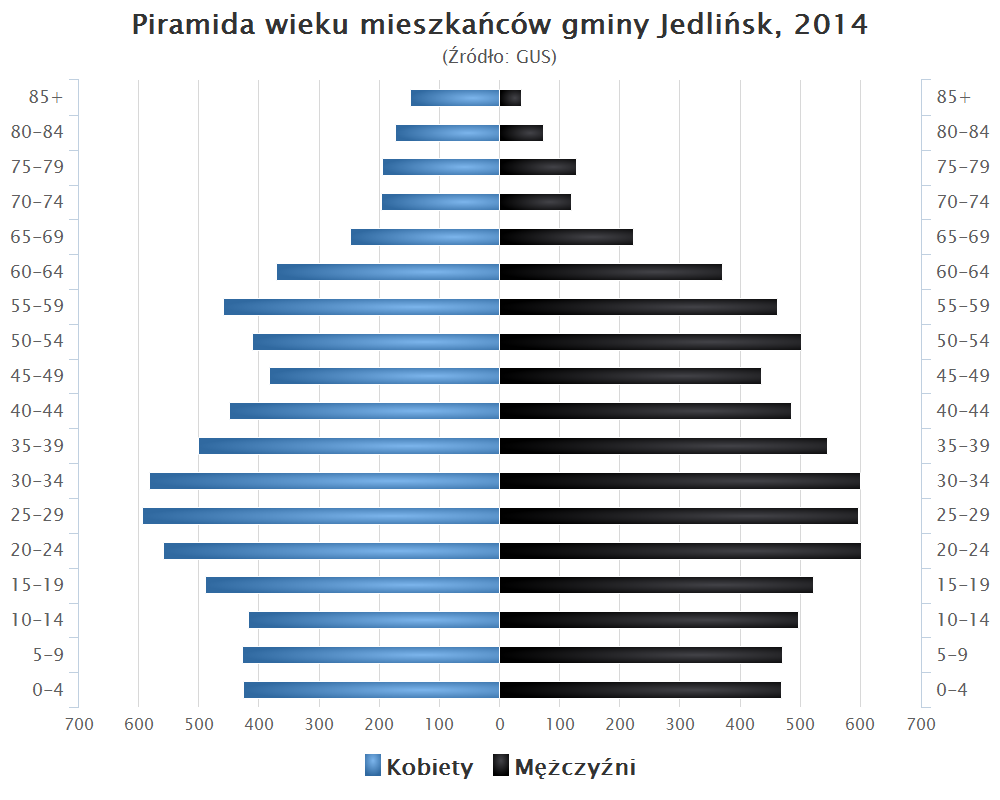
Piramida wieku mieszkańców gminy Jedlińsk w 2014 roku

Dane z 31 grudnia 2011:
| Opis                              | Ogółem | Ogółem | Kobiety | Kobiety | Mężczyźni | Mężczyźni |
| --------------------------------- | ------ | ------ | ------- | ------- | --------- | --------- |
| jednostka                         | osób   | %      | osób    | %       | osób      | %         |
| populacja                         | 14 001 | 100    | 7 022   | 50,2    | 6 979     | 49,8      |
| gęstość zaludnienia (mieszk./km²) | 100,9  | 100,9  | 50,6    | 50,6    | 50,3      | 50,3      |

## Sołectwa
Bierwce, Bierwiecka Wola, Boża Wola, Czarny Ług, Górna Wola, Gutów, Janki, Jankowice, Jedlanka, Jedlińsk, Jeziorno, Kamińsk, Klwatka Szlachecka, Klwaty, Kruszyna, Lisów, Ludwików, Mokrosęk, Narty, Nowa Wola, Nowe Zawady, Piaseczno, Płasków, Piastów, Romanów, Stare Zawady, Urbanów, Wielogóra, Wierzchowiny, Wola Gutowska, Wsola
Pozostałe miejscowości: 
Jankowice-Kolonia • Józefów • Józefówek • Klwaty-Ludwików • Obózek